# سحلية دودية سخامية
سحلية دودية سخامية (الاسم العلمي: Amphisbaena fuliginosa) هي نوع من الزواحف تتبع جنس السحلية الدودية من فصيلة السحالي الدودية.